# Língua caraboro ocidental
A língua caraboro ocidental é um dialeto senufô central falado no Burquina Fasso. Localmente, os caraboros designam a porção ocidental de sua língua como syer, que eles próprios subdividem em vários dialetos agrupados segundo as principais vilas por eles habitadas no país. As designações por eles atribuídas enfatizam a mudança gradual observada de uma aldeia para outra.